# Walerij Limasow
Walerij Pawłowicz Limasow (ros. Валерий Павлович Лимасов, ur. 5 grudnia 1955 w Ufie) – rosyjski bokser walczący w reprezentacji Związku Radzieckiego, dwukrotny mistrz Europy.
Zdobył złoty medal w wadze lekkiej (do 60 kg) na mistrzostwach Europy juniorów w 1974 w Kijowie.
Powtórzył ten sukces zdobywając złoty medal w wadze lekkopółśredniej  (do 63,5 kg) na mistrzostwach Europy w 1975 w Katowicach po wygraniu czterech walk, w tym w półfinale z Ulrichem Beyerem z NRD i w finale z Józsefem Nagym z Węgier.
Na letnich igrzyskach olimpijskich w 1976 w Montrealu przegrał w drugiej walce z późniejszym mistrzem Sugar Rayem Leonardem.
Ponownie zwyciężył na mistrzostwach Europy w 1977 w Halle, tym razem w wadze półśredniej (do 67 kg), wygrywając w półfinale z Płamenem Jankowem z Bułgarii i w finale z Karlem-Heinzem Krügerem z NRD. Zwyciężył również w Mistrzostwach Armii Zaprzyjaźnionych w 1978 we Lwowie.
Nigdy nie był mistrzem ZSRR, ale dwukrotnie zdobył wicemistrzostwo: w 1976 w wadze lekkopółśredniej i w 1977 w wadze półśredniej.
Zakończył karierę w 1980.